# Ludwigsstraße (Mayence)

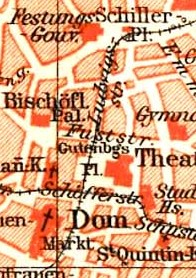
Plan de laville, découpage de la fin du XIXe siècle

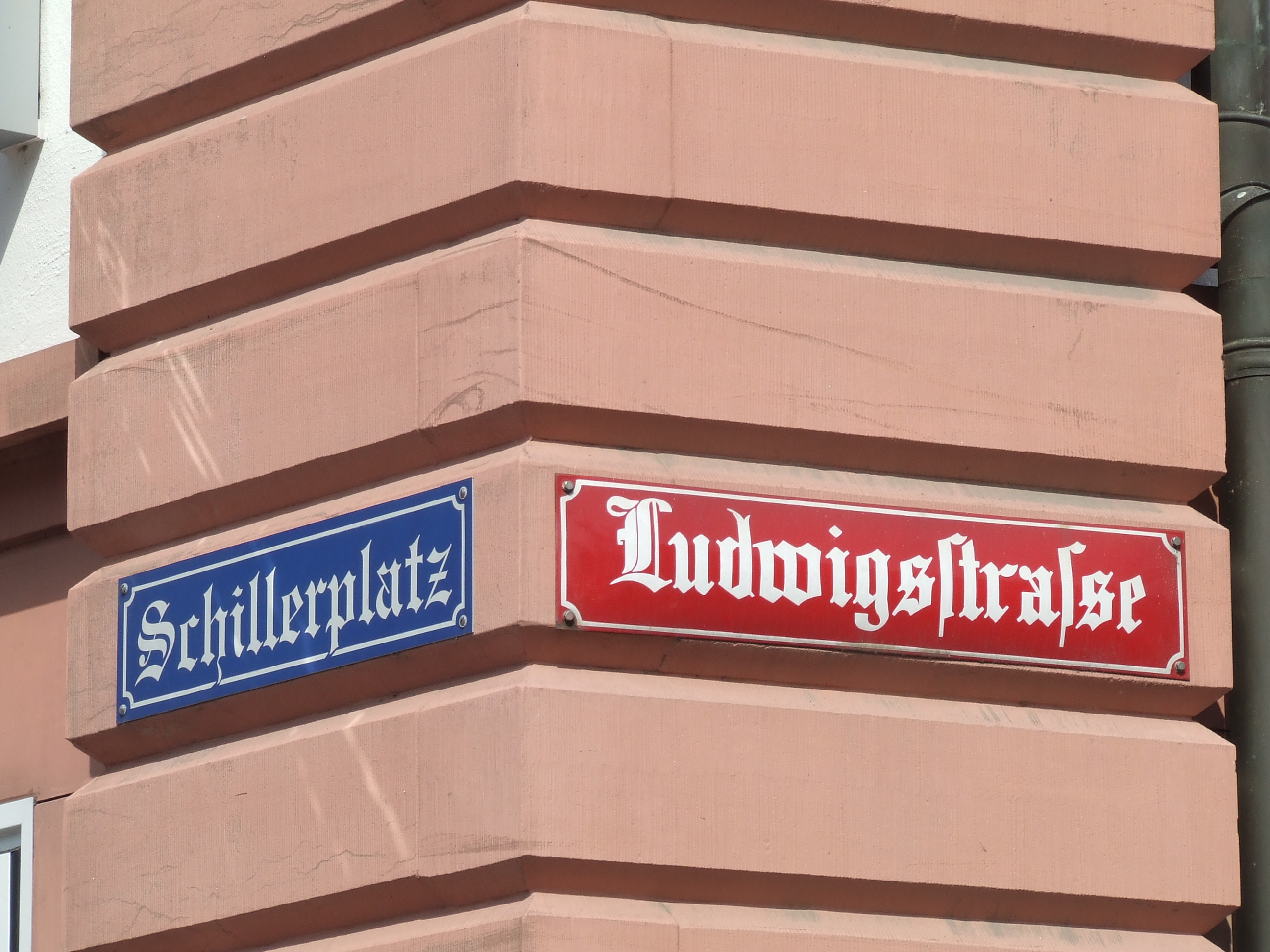
Ludwigsstraße coin Schillerplatz

La rue Ludwigsstraße, rue piétonne de 250 mètres de long, est la principale rue commerçante de Mayence. 
Cette rue est l'un des trois grands axes qui traversent la partie historique de la ville. Elle coupe le centre suivant un axe Ouest-Est en reliant la place Schillerplatz (alors Thiermarkt ou Place verte) à la place Gutenbergplatz où se situe le Théâtre d'État de Mayence et finalement la Place du Marché. Elle est devenue piétonne sur la plus grande partie de sa longueur entre 1970.  
Près du Théâtre d'État, se trouve une des statues de Johannes Gutenberg à Mayence, moulée en 1837 par Charles Crozatier (Paris). 
Elle a été modifiée par un décret de Napoléon Ier par son directeur du département de la construction et ingénieur en chef Eustache de Saint-Far prévu à partir de 1804. Créé après 1809 comme rue de parade avec le nom de Grand Rue Napoléon. 
Artikel 1: Il sera construit une nouvelle place dans la ville de Mayence, à l'emplacement des ruines, dans le quartier de la prévôté. Cette place aura de dix a douze mille mètres de superficie.
Artikel IV: La place Neuve portera le nom de Guttenberg, inventeur de l’imprimerie.
Elle a été ouvre 1817, une nouvelle route, et en 1864 tout à fait développée. Le landgrave de Hesse-Darmstadt Louis Ier de Hesse lui a donné le nom actuel.´
Dans les années 1820, la rivalité de la Prusse et l'Autriche se manifestait jusque dans la forteresse Mayence et se traduisait par une ligne de démarcation : la Ludwigsstraße séparait les deux armées et les deux polices qui se partageaient territorialement Mayence.